# Berit Wallenberg
Berit Wallenberg (19. února 1902, farnost Skeppsholms – 4. září 1995, Lovö församling) byla švédská archeoložka, historička umění, fotografka a filantropka.

## Životopis
Dne 19. listopadu 1955 založila nadaci Berit Wallenberg s darem 406 000 švédských korun. Zajímala se o staré nástěnné malby v kostelech; podílela se na mnoha archeologických vykopávkách ve Švédsku. Rovněž ji nadchlo studium kulturního dědictví ve Švédsku i v zahraničí. Působila v místním památkovém sdružení v Lovö (západně od Stockholmu) a podílela se na restaurování farního kostela na ostrově Lovö v roce 1935.
Byla dcerou Oscara Wallenberga (1872–1939) a Beatrice Keiller a sestřenicí otce architekta Raoula Wallenberga Raoula Oscara Wallenberga.

## Archeologické práce
Berit cestovala v roce 1930 do Þingvelliru na Islandu a pořídila mnoho fotografií dokumentujících 1000. výročí národního parlamentu Althing. Mnoho fotografií je k dispozici na švédské radě pro národní dědictví; Berit věnovala mnoho svých fotografií památkové radě v 80. letech v naději, že by mohly být užitečné budoucím badatelům.
Její fotografie pocházejí z období 1910-1980. Většina snímků je černobílých. Motivy odrážejí profesionální oblasti jejího zájmu jako archeoložky a historičky umění. Fotografovala starověké památky, archeologické vykopávky, kostely, fresky, budovy, městské prostředí a krajiny. Mnoho fotografií bylo pořízeno během jejích studijních cest po Evropě, zejména ve 20. a 30. letech 20. století. Kromě severských zemí cestovala po Francii, Belgii, Nizozemsku, Německu, Itálii, Velké Británii, Irsku a Rusku. Další její fotografie ukazují soukromou sféru se spolužáky, příbuznými a přáteli, průzkumné činnosti, vánoční oslavy a svátky. Jsou zde obrázky z domů na adrese Villagatan 4, Malmvik na Lindö a Viken na Lovön a obrázky z mezinárodního setkání studentů na Islandu v roce 1930.
Fotografie Berit Wallenbergové představují kulturně a historicky cennou časovou dokumentaci. Prostředí a budovy, které dnes neexistují nebo se významně změnily, například městské prostředí v Německu před druhou světovou válkou.

## Galerie

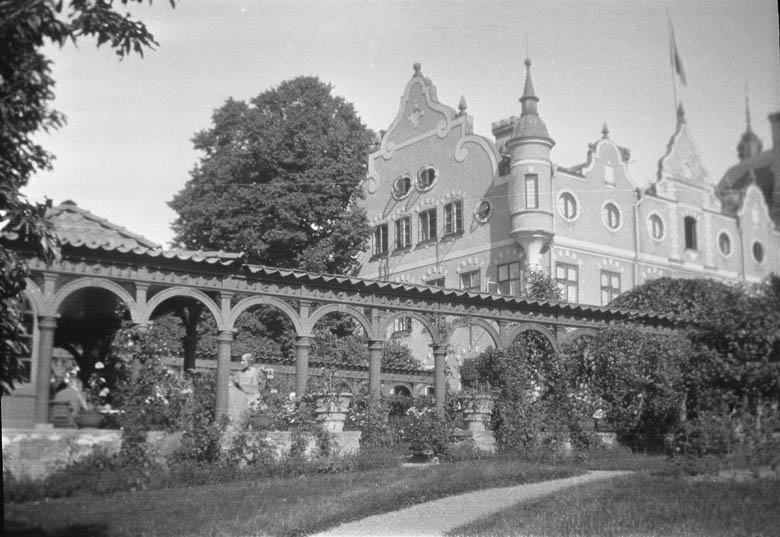
Rodinné panství rodiny Wallenbergů Malmvik na Lindö ve farnosti Lovö, fotografoval Berit Wallenberg
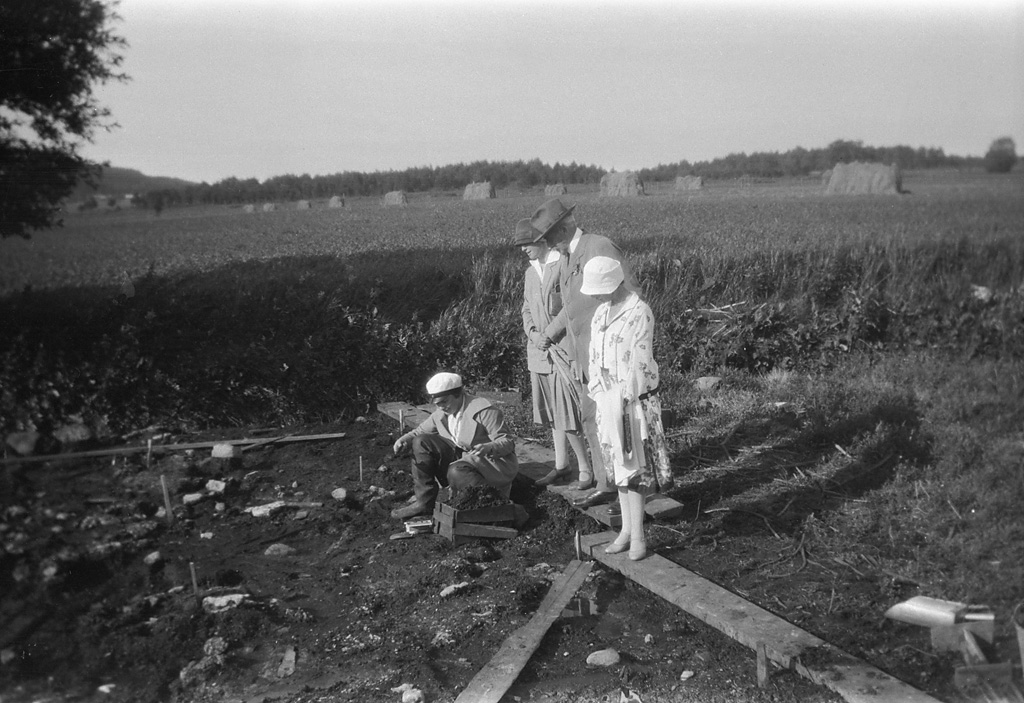
Berit Wallenberg pracuje na archeologickém výkopu budovy v lokalitě Alvastra v roce 1928. Za ní stojí Verner von Heidenstam a dvě hostující dámy.
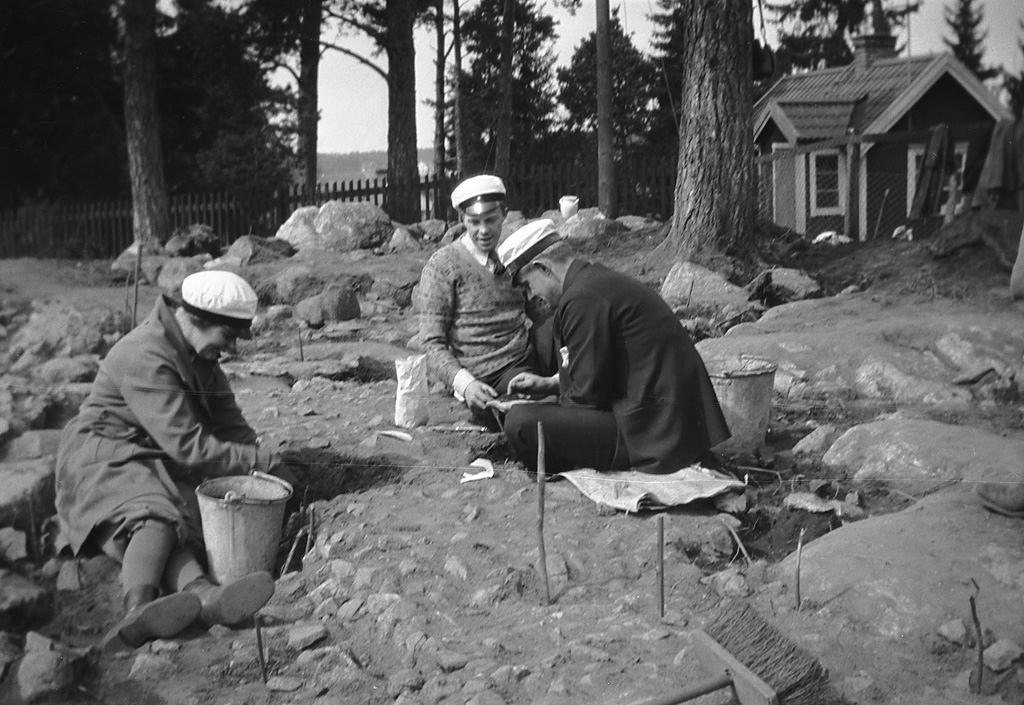
Berit Wallenberg spolu se dvěma archeology v Nälsta 1930